# التحریر طاووسی
التحریر طاووسی کتابی از حسن بن زین الدین (صاحب معالم) است.

## تصحیح
تصحیح این کتاب در سال ۱۳۶۹ منتشر و در مراسم کتاب سال جمهوری اسلامی ایران به‌عنوان کتاب شایسته تقدیر معرفی شد.